# Lime Village
Lime Village is een plaats (census-designated place) in de Amerikaanse staat Alaska, en valt bestuurlijk gezien onder Bethel Census Area.

## Demografie
Bij de volkstelling in 2000 werd het aantal inwoners vastgesteld op 6.

## Geografie
Volgens het United States Census Bureau beslaat de plaats een oppervlakte van
213,6 km², waarvan 207,9 km² land en 5,7 km² water.

## Plaatsen in de nabije omgeving
De onderstaande figuur toont nabijgelegen plaatsen in een straal van 112 km rond Lime Village.